# Jérôme Doucet
Pour les articles homonymes, voir Doucet.
Jérôme Doucet, né à Lyon le 5 mars 1865 et mort à Paris le 1er février 1957, est un écrivain, collectionneur, bibliophile et journaliste français, auteur de comédies, de poésies, de contes, de livres pour la jeunesse et d'ouvrages d'art.

## Biographie
Jérôme Doucet est le fils de Théophile Doucet, professeur de mathématiques, et d'Élise Baudesson de Richebourg et le petit-neveu de Joseph François Dupleix. À la suite d’une grave maladie, il ne présente pas le concours de l'École polytechnique et se consacre au journalisme.
Il débute au Républicain du Rhône. Rédacteur en chef du Publicateur, journal de Louviers, il fut appelé vers 1895 par René Baschet, futur repreneur de L'Illustration, pour participer à la direction (sous le titre de secrétaire de la rédaction) de la Revue illustrée. Il occupa ce poste jusqu'en 1901, puis brièvement en 1906. Bimensuel de format magazine, fondé en 1885 par Ludovic Baschet, le père de René, la Revue illustrée parut jusqu'en 1912. Chaque numéro d'une trentaine de pages sur papier glacé comprenait un article sur les célébrités de l'époque : peintres, aristocrates, diplomates, acteurs de théâtre ; des  articles de voyage ou sur l’actualité mondaine, le tout illustré de photographies et gravures. Elle faisait aussi appel à des écrivains tels que Guy de Maupassant, Alphonse Daudet, Jean Lorrain, Paul-Jean Toulet et Raoul Ponchon, qui lui confiaient nouvelles ou poèmes.
Dans chaque numéro figurait une contribution de Doucet sous forme d'articles, de poèmes ou de contes généralement imprimés à part sur du papier de qualité de Draeger. Poète, il aimait les odes et sonnets d’une belle sonorité et de hauts sentiments. Sous le pseudonyme de « Montfrileux », Doucet assurait aussi la chronique littéraire. 
Jérôme Doucet fut aussi secrétaire général du Théâtre des Arts de Rouen, où il fit jouer quelques pièces de sa composition. Il dirigea ensuite Le Livre et l’Estampe, société d’édition d’art. Bibliophile, il accorda tous ses soins passionnés à de luxueuses éditions originales et publia certains de ses ouvrages dans des éditions de luxe, dont Princesse de Jade et de Jadis (Le Livre et l'Estampe, 1903).
Très tôt, Doucet écrivit des livres pour enfants et notamment pour la Bibliothèque rose. Il choisissait ses illustrateurs avec soin. Il travaille notamment avec Caran d'Ache pour Guerriers et soldats, avec Alfred Garth Jones (en) pour Les Contes de la fileuse, et Harry Eliott pour Six Belles Histoires de chasse et Six Grosses Bouffées de pipe.
Il publia aussi des ouvrages d’art et de critique artistique. C'était un conteur à l’imagination vive et colorée et d’une grande pureté de langue.

## Œuvre
(liste non exhaustive)
- Le Mal des Planches. Comédie en un acte, en vers, Rouen, de l'Imprimerie Cagniard. (1892)
- Douze Sonnets, dessins de Vignet, Paris, Léon Vanier, (1893)
- La Damnation de Pierrot, un acte en vers (1893)
- La Chanson des choses, illustrations par Morin, Bac, Schwabe etc.  (1898)
- Ibycus, drame lyrique (1895)
- Contes de Haute-Lisse, illustrations de Alfred Garth Jones, ed. Bernoud et Cumin (1899)
- Contes de la Fileuse, illustrations de Alfred Garth Jones, ed. Tallandier (1900)
- Notre ami Pierrot, illustrations de Louis Morin (1900)
- Princesses de Jade et de Jadis, illustrations de Vincent Lorant-Heilbronn, "Le Livre et L'estampe" (1903)
- La Chanson des Mois, illustrations de Maurice Leloir (Reims, 1904)
- Contes merveilleux, illustrations de Jules Fontanez (F. Juven, 1904)
- Le Petit Neveu de Charles Dickens, Édition Librairie Sirven (1907) 65 pages illustrations de Harry Eliott. Ces histoires avaient été publiées auparavant par la Revue Illustrée, sous la signature de Simon de Pierrelée.
- Édition et préface du conte Narkiss de Jean Lorrain. Édition du Monument (1908). Illustrations de Guillonnet.
- Mon ami Pierrot illustrations d'Albert Robida (1913)
- Les Fils de  François 1er illustration de Léonce Burret (1914)
- Les Fiancées Merveilleuses illustrations de Félix Lorioux (1916)
- Princesses d'Or et d'Orient illustrations de Ternat - Librairie Lutécia, (1922)
- La Légende de la mort au beau visage, illustré par Eugène Belville, chez l'Auteur, (1922)
- La Grande Douleur des sept artistes, Lucien Gougy éditeur, Paris. Ornementations de Paul de Pidoll (1923)
- Verrières, gravures par Edgard Maxence, ornementations de Paul de Pidoll, chez l'auteur, (1926-1929),  prix Hercule-Catenacci de l’Académie française
- Et puis, voici mon Cœur. Chansons Veuves. Chansons Vives. Frontispice d'Edgard Maxence. Chez l'auteur (1931)
- Princesses des champs et des bois, illustrations de Félix Lorioux, Librairie Hachette (1934)
- Mademoiselle Graindsel - Roman, illustré par André Pécoud, collection Bibliothèque rose illustrée, Hachette (1936)
- Le Petit Roi du Luxembourg - Roman, illustré par André Pécoud, collection Bibliothèque rose illustrée, Hachette (1938)
- Le dernier tour de l’enchanteur Bricabrac, illustré par Gus Bofa
- Colin-Tampon, petit tambour suisse, illustré par André Hellé
- Un dîner au grand cirque Blackson, illustré par Bief

Sous le pseudonyme de Montfrilleux
- Les trois Jumeaux, illustrations de Bief, pseudonyme de Jules Fontanez
- Guerriers et soldats, illustrations de Caran d'Ache (1905)
- Les souliers diaboliques, illustré par Henri Avelot

Sous le pseudonyme de Montfrileux
- Les Deux Cartouche, dessins d'Albert Robida (s.d.)
- Môssieu Clown !, dessins de M. Poussin (1913)
- Le Livre des Masques, illustrations de Jules Fontanez, Le livre et l'estampe (1903)
- Les souhaits merveilleux Illustration Marcel Jeanjean.
- Le Monologue de l’ours, illustré par Léonce Burret, Boivin.
- Jim et le crocodile, illustré par Mac Koo, Boivin.

Sous le pseudonyme de F. de  Montfrileux
- adaptation de Monsieur Minns. Horace Sparkins de Charles Dickens, Le livre et l'estampe, 1903, 78 pages, illustrations de Harry Eliott.
- Gentlemen, Paris, A. Blaizot, 1909, illustrations de Harry Eliott.

Sous le pseudonyme de Simon de Pierrelée ou  Pierrelée
- Le plus malin, illustré par Vimar, in12, 12 pages, société d’édition et de Publications, 1909.
- Contes d’un loup de mer, illustré par Lubin de Beauvais chez Juven.
- L’automobile de Sidi Poussah, illustré par Le Bocain, chez Boivin.
- Chasses extraordinaires, illustré par Harry Eliott, chez Boivin

### Sources
- Notice biographique avec portrait parue dans l'album Mariani.
- « De la revue au livre : Jean Lorrain et ses illustrateurs dans la Revue illustrée (autour des contes de Princesse d'Ivoire et d'ivresse » par Évanghélia Stead in Philippe Kaenel (éd.), Les Périodiques illustrés (1890-1940). Écrivains, artistes, photographes, collection « Archigraphy », Gollion, Infolio, 2011, p. 157-193  (ISBN 978-2-88474-498-0).